# Sony Ericsson Xperia X5 Pureness
A Sony Ericsson Xperia Pureness (Xperia X5) egy 2010-es Sony Ericsson-telefon, mely funkcionalitásában egy hagyományos készülék tudásával bír, azonban kijelzője egyedi: egy új technológiának köszönhetően átlátszó.

## Specifikációk
A telefon hagyományos, "candybar" alakú, felső részén található a szürkeárnyalatos, átlátszó kijelző, melyet oldalról LED-fényforrások világítanak meg. Alsó részén találhatóak a számbillentyűk, melyeken a feliratok bekapcsolás után jelennek meg. Legalján egy Sony Ericsson-felirat található a házhoz rögzítve, mely alatt egy matricán a készülékinformációkat helyezte el a gyártó. Akkumulátora fix, nem cserélhető, ahogy a memória sem bővíthető memóriakártyával, s így a SIM-kártyát oldalról kell behelyezni. USB-foglalat sem található rajta, helyette a korábbi Sony Ericsson-telefonok Fast Port-csatlakozóját kapta meg. A fényképezés funkciója teljes egészében kimaradt.
Szoftvere is a korábban használt Sony Ericsson A200 szürkeárnyalatra optimalizált verziója, JAVA-támogatással. Mivel a készülék képes a 3G-hálózatok kezelésére is, így rendelkezik beépített webböngészővel. Gyárilag mellékelt az FM-rádió és a TrackID is. Mindehhez sztereó Bluetooth-fülhallgatót adott a gyártó.